# Palais Blanc (métro de Doha)
The White Palace (en arabe : القصر الأبيض) est une station sur la Ligne Verte du Métro de Doha. Elle est ouverte en 2019.

## Histoire
La station est mise en service le 10 décembre 2019.